# Himantigera superba
Himantigera superba är en tvåvingeart som först beskrevs av Lindner 1949.  Himantigera superba ingår i släktet Himantigera och familjen vapenflugor. Inga underarter finns listade i Catalogue of Life.